# Aire de loisir Cascade
L'aire de loisir Cascade (anglais : Cascade Recreation Area) est une zone récréative de la Colombie-Britannique située dans la chaîne des Cascades.  La zone récréative est située au nord du parc provincial E. C. Manning.  Elle a une superficie de 118,58 km2 et a été créée le 14 mars 1987.